# Nicolas Tertulian
Nicolas Tertulian est un essayiste, esthéticien et philosophe français, d’origine roumaine né le 12 mars 1929 à Iași (Royaume de Roumanie) et mort le 11 septembre 2019 à Suresnes. 
Directeur d’études honoraire à l’École des hautes études en sciences sociales, il a dirigé pendant presque trois décennies (1982-2010) le séminaire sur « L’Histoire de la pensée allemande (XIXe-XXe siècles) ».

## Biographie

### Jeunesse et études
De son vrai nom Nathan Veinstein, Nicolas Tertulian naît dans une famille bourgeoise juive, ce qui lui vaut d'être exclu du Lycée national en 1940, à la suite des lois raciales promulguées par le régime fasciste roumain. Obligé de porter l’étoile jaune pendant cette période, il est le témoin apeuré du terrible pogrom perpétré fin juin et début juillet 1941 par les forces armées roumaines et allemandes, lorsque plus de dix mille juifs de Iași périssent. Plusieurs membres de sa famille ont été assassinés. 
Il poursuit pendant la guerre ses études secondaires au lycée juif de Iași et après la guerre au lycée Ion Luca Caragiale de Bucarest. En 1946 il s’inscrit à la Faculté de philosophie de l’université de Bucarest, dont il suit les cours jusqu’en 1950. Sa thèse de doctorat, Benedetto Croce et Georg Lukács, ou Sur les rapports entre esthétique et philosophie, est soutenue à Bucarest en 1972 auprès de l’Institut de philosophie de l’Académie roumaine. 

### Premiers écrits
Entré en 1948 dans la rédaction de l’hebdomadaire Contemporanul, Nicolas Tertulian publie de nombreux articles d’inspiration marxiste, puis se fait transférer en 1954 dans la rédaction du mensuel Viața românească [La Vie roumaine], où il exerce la responsabilité de la section de la critique littéraire. Il détient aussi pendant la période 1950-1955 la fonction de responsable de la chaire de théorie de la littérature dans le cadre de l’École de littérature Mihai Eminescu, rattachée à l’Union des écrivains de Roumanie. Pendant l’année universitaire 1949-1950 il occupe un poste d’assistant auprès de la Faculté de philosophie de l’université de Bucarest. 
C’est dans la revue Viața românească que Nicolas Tertulian publie ses études sur plusieurs grandes figures de la littérature roumaine : Mihai Eminescu, Ion Luca Caragiale, Mihail Sadoveanu, Camil Petrescu, George Călinescu, Constantin Stere, Mihai Ralea, réunies dans le volume Essais (1968), qui reçoit le prix de critique littéraire de la revue où elles sont parues initialement. La critique du sociologisme vulgaire et du sectarisme idéologique qui sévissait dans les publications contrôlées par le Parti communiste roumain traverse ces écrits.
En 1958, Nicolas Tertulian publie dans Viața românească une ample étude sur la conception sociologique et esthétique d'Eugen Lovinescu (1880-1943), figure marquante de la critique littéraire roumaine d’entre les deux guerres (l’étude sort en 1959 sous la forme d’un petit livre) et en 1963 il fait paraître les premiers chapitres d’une vaste étude sur l’œuvre de Lucian Blaga (1895-1961), figure de premier plan de la poésie et de la philosophie roumaine du XXe siècle. Ces deux études apparaissent comme les deux premières tentatives de rendre justice à deux grandes figures de la culture et de la littérature roumaine, longtemps malmenées et ostracisées par la propagande officielle du régime. 

### Croce, Lukács et Heidegger
Parmi les philosophes contemporains, Nicolas Tertulian manifeste un attachement particulier pour l’œuvre de philosophe et d’esthéticien de Benedetto Croce (1866-1952), sur lequel il publie à Bucarest début 1971 une ample étude (elle paraît la même année en traduction italienne dans trois numéros de la Rivista di Studi Crociani de Naples) et surtout pour l’œuvre de Georg Lukács (1885-1971), dont il s’emploie à introduire la pensée esthétique et philosophique en Roumanie, en assurant la traduction en roumain de ses écrits de critique littéraire (une anthologie de ces écrits paraît à Bucarest en 1969 avec une introduction de Tertulian) et de plusieurs de ses écrits théoriques les plus représentatifs, en commençant avec la grande Esthétique (publiée en 1972-1974) et avec l’Ontologie de l’être social (les deux volumes paraissent en traduction roumaine au début des années quatre-vingt). Chacun de ces ouvrages est précédé d’amples études introductives rédigées par Nicolas Tertulian. 
Son livre Critică, estetică, filozofie [Critique, esthétique, philosophie], publié en 1972, réunit ses principaux textes sur Benedetto Croce et Georg Lukács. 
À partir de 1965, Nicolas Tertulian entre en contact avec Lukács, en lui rendant régulièrement visite à Budapest et entretenant avec lui une correspondance qui va durer jusqu’en 1971, année de la disparition du philosophe. À l'automne 1966, Nicolas Tertulian rencontre à Fribourg-en-Brisgau Martin Heidegger pour un entretien de plus de deux heures et publie à son retour à Bucarest dans l’hebdomadaire Contemporanul [Le Contemporain] un récit de l’entretien, Conversation avec Heidegger, qui tourne essentiellement autour de la question de la technique. 
En 1969, Nicolas Tertulian obtient par concours un poste d’enseignant-chercheur auprès de la chaire d’esthétique de la faculté de philosophie de l’université de Bucarest. En dehors de l’activité intense de vulgarisation et d’interprétation de l’œuvre de Lukács, il se consacre dans les années soixante-dix à faire connaître au milieu intellectuel roumain la pensée de l’École de Francfort, en publiant la première étude en roumain sur l’œuvre de philosophe et d’esthéticien de Theodor W. Adorno, ainsi qu’une ample anthologie des écrits d'Herbert Marcuse. 
Lors des Rencontres internationales de Genève, où il est invité régulièrement depuis 1969, Nicolas Tertulian rencontre Herbert Marcuse. Il publie à son retour à Bucarest le récit de la conversation avec le philosophe américain.
À Genève en 1975, lors des Rencontres portant sur « Solitude et communication », une confrontation avec George Steiner trouve un large écho dans la presse genevoise. En 1976, lors d’un colloque international d’esthétique sur le thème « L’autonomie de l’art » organisé à Amersfoort (Pays-Bas), Nicolas Tertulian donne la conférence d’ouverture du colloque sur le thème : Sur l’autonomie et l’hétéronomie de l’art, dont le texte va paraître dans la Revue d’esthétique. L’esthéticien roumain est présent aussi avec des communications aux différents congrès internationaux d’esthétique (à Uppsala en 1968, à Bucarest en 1972, à Darmstadt en 1976, à Dubrovnik en 1980), en étant élu membre du Bureau de l’Association internationale des Esthéticiens fondée à Dubrovnik.
En 1977 paraît Experiență, artă, gîndire, qui réunit entre autres des textes sur Lukács, Adorno et Marcuse.

### Exil
L’activité de Nicolas Tertulian n’est pas regardée d’un bon œil par les apparatchiks du Parti communiste roumain et après avoir été interdit d’enseigner en 1975 il est écarté de l’Université en 1977. Les protestations de ses amis français, Mikel Dufrenne et Olivier Revault d'Allonnes, dans une lettre adressée au ministère de l’Enseignement de Bucarest, restent sans résultat. Forcé de renoncer à l’activité didactique, cantonné dans la recherche, il occupe un poste de chercheur à l’Institut d’histoire de l’art de l’Académie des sciences, où il va rester jusqu’en 1980.
Écœuré par les discriminations et les chicanes auxquelles il est soumis par un régime totalitaire, qui ne tolère pas l’indépendance de la pensée et pratique même une xénophobie à peine voilée (l’exclusion de l’enseignement lui a définitivement ouvert les yeux), Nicolas Tertulian choisit la voie de l’exil. 
Il s’établit d’abord en 1980 à Heidelberg, où la direction du séminaire philosophique de l’université lui offre un enseignement (un Lehrauftrag) pendant l’année universitaire 1980-1981, puis à Sienne en Italie, où il dispense un enseignement d’esthétique à l’Université, en tant que professore su contratto, durant l’année universitaire 1981-1982. 
À Paris paraît en 1980 aux éditions Le Sycomore Georg Lukács : étapes de sa pensée esthétique, qui réunit ses principaux textes sur le philosophe marxiste hongrois. Le livre trouve un écho favorable auprès de Hans-Georg Gadamer, le doyen d’âge de la philosophie allemande de l’époque, qui fait état dans un texte paru en 1986 dans Dilthey-Jahrbuch de son intérêt pour les pages du livre consacrées à l’influence d’Emil Lask (1885–1915), philosophe néokantien de l’École de Baden, sur le jeune Lukacs ainsi que sur le jeune Heidegger.
Il est également un des premiers à exposer au public français, en 1981, le passé politique d'Emil Cioran.

### École des hautes études en sciences sociales
En 1982, Nicolas Tertulian obtient un poste de directeur d’études associé à l’École des hautes études en sciences sociales (EHESS) de Paris, où on lui confie un enseignement sur l’histoire de la pensée allemande moderne. Selon Matei Cazacu, sa nomination aurait été favorisée par François Mitterrand lui-même. Il publie en France et à l’étranger un grand nombre de textes sur la pensée de Lukács, dont il est considéré un des meilleurs interprètes. Il participe aussi activement au débat sur les rapports de la pensée de Heidegger avec le national-socialisme, en publiant des textes dans Les Temps modernes, La Quinzaine littéraire, ainsi que dans des recueils collectifs parus en Allemagne, en Italie et aux États-Unis. Il devient membre du comité de rédaction de la Revue d’esthétique et de la revue Actuel Marx, ainsi que du conseil de rédaction de la revue L’Homme et la Société. 
En 2002, il organise à Paris un colloque international sur la pensée de Benedetto Croce, à l’occasion du 50e anniversaire de la disparition du philosophe italien, où il présente une communication sur les rapports entre Croce et Gentile. Il participe à un numéro d’hommage à Jean-Paul Sartre publié par Les Temps modernes (octobre à décembre 1990, n°. 531-533) avec un texte intitulé De Heidegger à Marx et publie ultérieurement une étude sur la Critique de la raison dialectique dans un volume collectif intitulé Sartre, Althusser, Lukács (2005,PUF). Il consacre plusieurs études aux rapports entre les pensées de Heidegger et de Lukács, publie une longue étude dans la revue Archives de philosophie sur la philosophie de Nicolai Hartmann (2003) et sur ses rapports avec la pensée de Lukács et participe activement avec plusieurs contributions au débat sur la pensée de Carl Schmitt et ses rapports avec son engagement nazi.
Invité à plusieurs reprises pour des conférences à l’Istituto Italiano per gli Studi Filosofici de Naples, il est aussi invité pour un cycle de leçons à l’université d'Ottawa au Canada, à plusieurs universités brésiliennes (son livre sur Lukàcs sort en traduction portugaise à San Paolo en 2010, ainsi qu’en Espagne, au Japon et en Allemagne).
Il collabore à l’Encyclopédie philosophique universelle aux Presses universitaires de France, en rédigeant une dizaine d’articles consacrés aux philosophes roumains.

### Mort
Nicolas Tertulian meurt le 11 septembre 2019 à l’hôpital de Suresnes, à l'âge de 90 ans.

### Vie privée
Nicolas Tertulian était marié à Georgeta Horodincă, traductrice et femme de lettres

## Écrits

### Livres
Source : Notice SUDOC
En roumain
- Probleme ale literaturii de evocare istorică, 1954
- Eugen Lovinescu sau contradicțiile estetismului, 1959
- Eseuri (1968)
- Critică, estetică, filozofie, 1972
- Experiență, artă, gîndire, 1977
- Perspective contemporane, 1981

Autres langues
- Mihai Beniuc, en collaboration avec Alain Bosquet, Éditions Seghers, coll. « Poètes d'aujourd'hui », no 149, 1966
- Georg Lukács : Étapes de sa pensée esthétique, Paris, 1980
- Lukács: La rinascita dell’ontologia, Rome, 1986
- Ontologia del ser social, Mexico, 1991
- Georg Lukács: Etapas de seu pensamento estetico, Sao Paulo, 2010
- Pourquoi Lukács?, Paris, 2016

### Préfaces et études introductives
En roumain
- Georg Lukács, Specificul literaturii și al esteticului, 1969
- Benedetto Croce, Breviar de estetică /Aesthetica in nuce, 1971
- Arthur Schopenhauer, Scrieri de estetică, 1972
- Georg Lukács, Estetica, vol. I, 1972
- Mihai Ralea, Scrieri vol. I-II-III, 1972- 1981
- Georg Lukács, Ontologia existenței sociale, 2 vol., 1975
- Herbert Marcuse, Scrieri filozofice, 1977
- Georg Lukács, Teoria romanului, 1978
- Georg Lukács, Romanul istoric, 1978
- György Bretter, Crez și istorie, 1979
- Georg Lukács, Ontologia existenței sociale, vol. I, 1981

En français
- « Avatars de la pensée marxiste », préface à Dialectique et spontanéité de Georg Lukács, éditions de la Passion, Paris, 2001.
- Préface au Journal 1910-1911 de Georg Lukács, éditions Payot & Rivages, Paris, 2006.
- Préface à l’Ontologie de l’être social : Le travail. La reproduction de Georg Lukács, éditions Delga, Paris, 2011.
- Préface à l’Ontologie de l’être social : L’idéologie. L’aliénation de Georg Lukács, éditions Delga, Paris 2012.

### Articles (sélection)
- « Camil Petrescu e la fenomenologia di Husserl », aut-aut, no 112, Milan, 1968.
- « L’évolution de la pensée de Georg Lukács », L’Homme et la Société, no 20, avril-mai-juin, 1971.
- « Introduzione all’Estetica di Croce », Rivista di Studi Crociani, Naples, 1971 (avril-juin, juillet-septembre, octobre-décembre).
- « Sur l’autonomie et l’hétéronomie de l’art », Revue d’esthétique, no 2-3, 1976
- « Georg Lukács et la reconstruction de l’ontologie dans la philosophie contemporaine », Revue de métaphysique et de morale, no 4, octobre-décembre 1978.
- « Georg Lukács et l’ombre de Staline » (interview avec Didier Eribon), Le Monde, 31 août 1980.
- « Réflexions sur la Dialectique négative », L’Homme et la Société, 1981.
- « L’Ontologie de Georg Lukács », Bulletin de la Société française de philosophie, no 4, 1984.
- « L’esthétique de Georg Lukács, ses critiques, ses adversaires », Études germaniques, juillet-septembre 1986
- « La pensée du dernier Lukács », Critique, no 517-518, mai-juillet 1989.
- « Georg Lukács, Adorno et la philosophie classique allemande », Archives de Philosophie, avril-juin 1984.
- « De Schelling à Marx : Le dernier Schelling et sa postérité », Archives de philosophie, octobre-décembre 1987.
- « Heidegger et le national-socialisme », Tramonto dell’Occidente, Quatro Venti, Urbino (le texte réunit les articles parus en France dans La Quinzaine littéraire) 1989.
- « Histoire de l’être et révolution politique », Les Temps modernes, février 1990.
- « Qui a peur du débat ? Réponse à Miguel de Beistegui », Les Temps modernes, août-septembre 1990.
- « Entre Heidegger et Marx », Les Temps modernes, numéro sur Jean-Paul Sartre, octobre à décembre 1990.
- « Le grand projet de l’Éthique », Actuel Marx no 10, 1991.
- « Georg Lukács et le stalinisme », Les Temps modernes, juin 1993.
- « Carl Schmitt entre catholicisme et national-socialisme », Les Temps modernes, août-septembre 1986.
- « Distanciation ou catharsis ? », Europe, numéro sur Brecht, août-septembre 2000
- « Le juriste et le Führer », Cités, no 2, 2001.
- « Croce Gentile : De l’amitié à l’adversité », Il Contributo, juillet- septembre 2002 janvier 2003.
- « Nicolai Hartmann et Georg Lukács. Une alliance féconde », Archives de Philosophie, 2003/4 (Tome 66), p. 663-698.
- « Adorno-Georg Lukács : polémiques et malentendus », Cités, no 2, 2005.
- « Aliénation et désaliénation : une confrontation Georg Lukács-Heidegger », Actuel Marx no 1, 2006 (tome 39).
- « Martin Heidegger entre philosophie et histoire contemporaine », Cahiers philosophiques, no 111, octobre 2007
- « L’ontologie chez Heidegger et Georg Lukács : Phénoménologie et dialectique », Les Temps modernes, juillet-octobre 2008 (traduction en allemand dans Deutsche Zeitschrift für Philosophie, Berlin, Akademie Verlag, no 2, 2011).
- « Le concept d’idéologie dans l’ontologie de Georg Lukács », Actuel Marx, no 2, 2008 (tome 44)